# Elena Fink
Elena Fink (* 1977 oder 1978) ist eine deutsche Opern- und Konzertsängerin (Sopran).

## Leben
Elena Fink absolvierte ihr Abitur am humanistischen Reuchlin-Gymnasium in Pforzheim. Bereits während ihrer Schulzeit war sie als Stipendiatin in der Hochbegabtenförderung Jungstudentin an der Hochschule für Musik Karlsruhe. Anschließend studierte sie Gesang an der Musikhochschule Köln und legte dort ihr Diplom mit Auszeichnung ab. Noch während ihres Studiums erhielt sie im Jahr 2001 ihr erstes Engagement an den Wuppertaler Bühnen, wo sie bis 2014 festes Ensemblemitglied war. Seitdem ist sie freischaffend tätig und gastierte unter anderem an der Semperoper Dresden, der Hamburgischen Staatsoper, der Komischen Oper Berlin und am Gärtnerplatztheater in München.
Zu Anfang ihrer Laufbahn ist sie als Koloratursoubrette beziehungsweise lyrischer Koloratursopran aufgetreten. So sang sie etwa die Königin der Nacht in der Zauberflöte in über 20 Produktionen in verschiedenen Ländern. Später wechselte sie zum lyrisch-dramatischen Koloratursopran und erweiterte ihr Repertoire mit Rollen wie der Elettra in Idomeneo von Mozart oder der Titelrolle in Alcina von Händel, die sie 2014 am Luzerner Theater übernahm. Seit 2019 singt sie im Stimmfach jugendlich-dramatischer Sopran, beispielsweise die Rolle der Anita in Jonny spielt auf von Ernst Krenek (2021/22 am Theater Vorpommern).
Neben der klassischen Opernliteratur interpretiert sie regelmäßig Partien in zeitgenössischen Musiktheaterwerken. So war sie 2010 an den Wuppertaler Bühnen in der Titelrolle der Oper Proserpina von Wolfgang Rihm zu hören. In der Uraufführungsproduktion von Anno Schreiers Oper Schade, dass sie eine Hure war an der Deutschen Oper am Rhein in Düsseldorf übernahm sie 2019 die Hauptpartie der Annabella. Am Anhaltischen Theater Dessau trat sie im April 2021 als „La Princesse de la Mort“ in der Oper Orphé von Philip Glass auf, deren Premiere unter den Bedingungen der Corona-Pandemie als Modellprojekt des Landes Sachsen-Anhalt stattfand.
Als Konzertsängerin ist sie unter anderem in den Philharmonien in Berlin, Köln, Essen und Luxemburg aufgetreten sowie im Festspielhaus Baden-Baden, in der Tonhalle Zürich und im AMUZ in Antwerpen. Mehrfach unternahm sie Konzertreisen nach Japan.
Ehrenamtlich engagiert sie sich im Vorstand des Soroptimist Club Wuppertal und war als sachkundige Bürgerin Mitglied im Kulturausschuss der Stadt Wuppertal.

## Diskographie
- 2010: A late romantic Christmas eve (Schumacher)
- 2012: Trio Euphony - Music for a while (Koschnicke)

## Auszeichnungen (Auswahl)
- 1996: Förderpreis der Europäischen Musikakademie
- 1999: Stipendium des Richard-Wagner-Verbandes
- 2000: Förderstipendium für Nachwuchssolisten der Kölnischen Rückversicherung und des Westdeutschen Rundfunks
- 2010: Opernsängerin des Jahres in Nordrhein-Westfalen